# Richtolsheim
Richtolsheim település Franciaországban, Bas-Rhin megyében. Lakosainak száma 378 fő (2022. január 1.). Richtolsheim Artolsheim, Saasenheim, Schœnau, Schwobsheim és Sundhouse községekkel határos.

## Népesség
A település népessége az elmúlt években az alábbi módon változott:
| Lakosok száma | 348  | 348  | 337  | 343  | 352  | 360  | 364  | 368  | 378  |
|               | 2013 | 2015 | 2016 | 2017 | 2018 | 2019 | 2020 | 2021 | 2022 |